# Ford B-Serie
Die Ford B-Serie war ein konventionelles Bus-Chassis, das die Ford Motor Company von 1948 bis 1998 produzierte.
Primär wurde es als Schulbus verwendet. Obwohl die B-Serie aus den Medium-Duty-Versionen der Ford F-Serie abgeleitet wurde, war sie nur ein Fahrgestell mit Motor und Frontpartie, den hinteren Teil der Karosserie ab der Windschutzscheibe lieferten Aufbauhersteller. Bis 1968 wurde die B-Serie auch als Mercury MB-Serie in Kanada von Ford- oder Mercury-Händlern angeboten, weil ländliche kanadische Gemeinden oft entweder nur eine Ford- oder Mercury-Vertretung hatten und nicht beide.

## Modellhistorie
Die B-Serie wurde 1948 als Schulbusvariante der ersten Ford F-Serie eingeführt. Ab 1953 trugen die F-Serie als auch B-Serie die 3-stellige Modellnomenklatur die auch heute noch verwendet wird. Die B-Serie wurde zum B-600, B-700 und B-800. Modelle mit Dieselmotoren hatten eine zusätzliche 0 am Ende. Von Anfang bis Ende der B-Serie war die Medium-Duty-F-Serie die Basis und daher flossen alle Änderungen an der Bodengruppe und Fahrwerk in die B-Serie ein. Ab 1967 erhielt die B-Serie jedoch eine eigene Frontgestaltung.

### 1948–1952

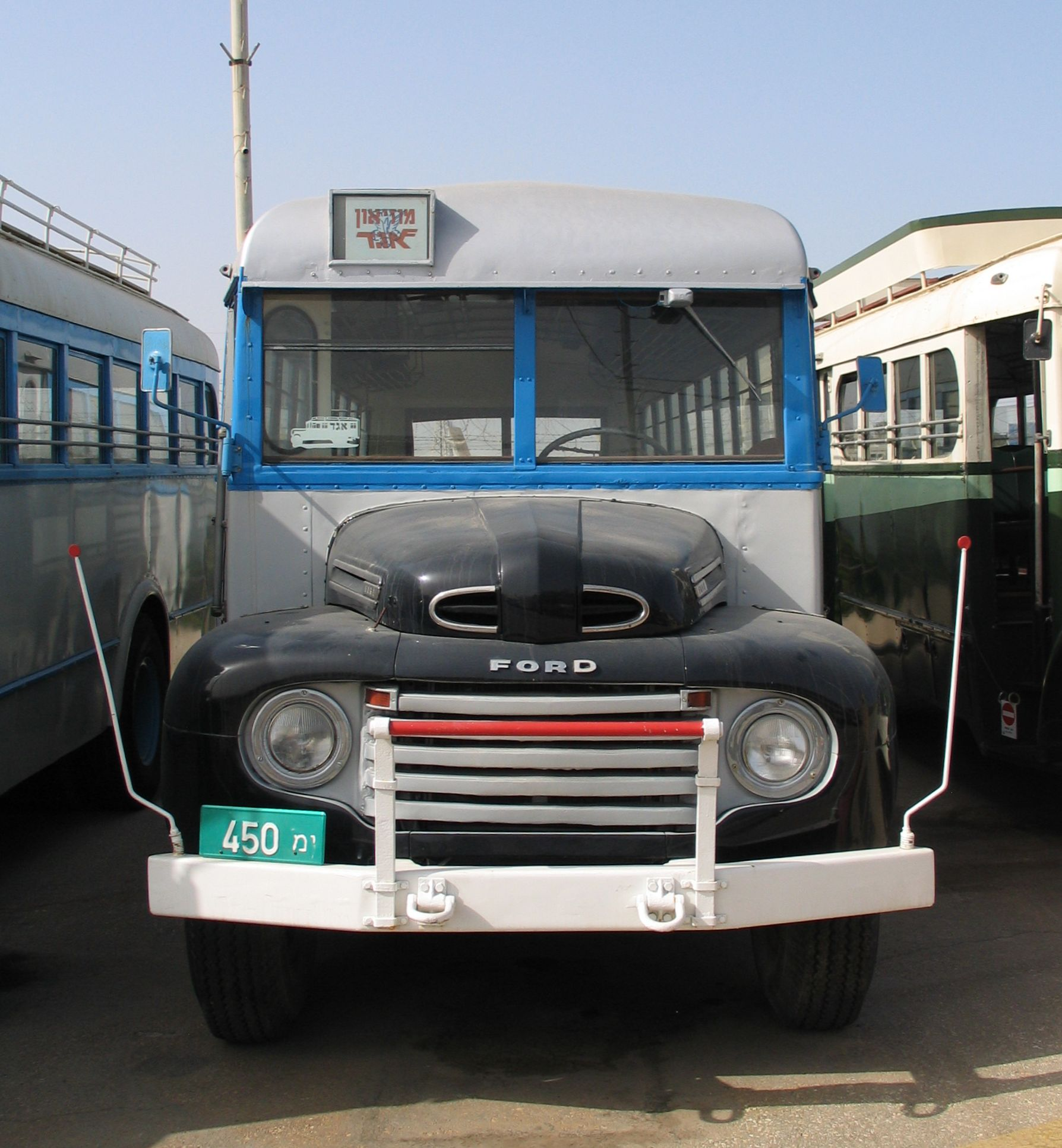
1948–1951 B-Serie in Israel

Die B-Serie erschien 1948 zusammen mit Fords erster Nachkriegsentwicklung, den F-Serie-Trucks. Sie hatten eine gerade Front mit in den vorderen Kotflügeln integrierten Scheinwerfern und breitem Kühlergrill. 1951 wurde dieser geändert zusammen mit anderen kleineren Überarbeitungen am Fahrerhaus.

#### Motoren
- Ford I-6 I 3,7 Liter R6 Ottomotor mit 95 PS (71 kW)
- Ford I-6 I 4,2 Liter R6 Ottomotor mit 115 PS (86 kW)
- Ford Flathead 3,9 Liter V8 Ottomotor mit 110 PS (82 kW)

### 1953–1956
Im Jahr 1953 feierte Ford seinen 50. Jahrestag und die B-Serie wurde überarbeitet mit nun B-„00“ Bezeichnungen. Die Neugestaltung hatte nun eine weiter hinten eingebaute Vorderachse, wodurch das Fahrzeug etwas kopflastiger wurde aber einen kleineren Wendekreis bekam. Das Fahrerhaus war nun länger und der Kühlergrill zweigeteilt. 1954 gab es zusammen mit einem neuen OHV-V8-Ottomotor statt des alten 239-Flathead-V8-Motors einen geänderten Kühlergrill.

#### Motoren
- Ford I-6 I 3,5 Liter R6 Ottomotor mit 101 PS (75 kW) (1953)
- Ford Flathead 3,9 Liter V8 Ottomotor mit 110 PS (82 kW) (1953)
- Ford I-6 II 3,7 Liter R6 Ottomotor mit 115 PS (86 kW) (1953) (1954–1956)
- Ford Y- 3,9 Liter V8 Ottomotor mit 130 PS (97 kW) (1954–1955)
- Ford Y- 4,5 Liter V8 Ottomotor mit 150 PS (111 kW) (1956)

### 1957–1960
1957 erhielt die B-Serie eine neu gestaltete Front und ein neues Armaturenbrett. Die Front und die Kotflügel erhielten ein kastenförmiges Aussehen. Die 1958 erhielt das Modell einen neuen Kühlergrill und doppelte Scheinwerfer.

#### Motoren
- Ford I-6 II 3,7 Liter R6 Ottomotor mit 115 PS (86 kW) (1958–1960)
- Ford Y- 4,5 Liter V8 Ottomotor mit 150 PS (111 kW) (1957)
- Ford Y- 4,8 Liter V8 Ottomotor mit 170 PS (125 kW) (1958–1960)
- Ford Y- 4,9 Liter V8 Ottomotor mit 196 PS (146 kW) (1960)

### 1961–1966

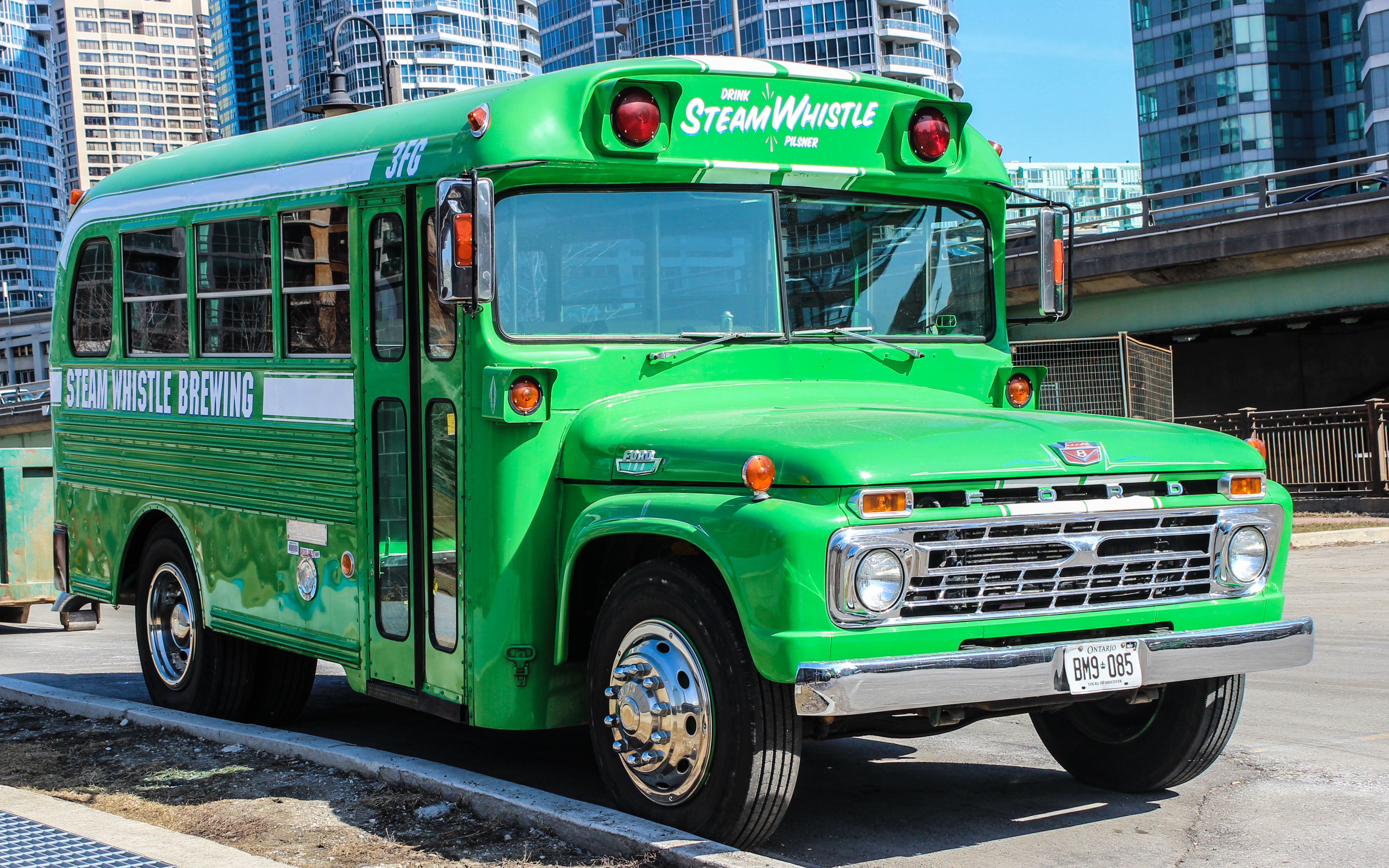
1965er B-100 mit Blue-Bird-Aufbau

Die B-Serie ab 1961 bot einen neuen horizontalen Kühlergrill und umgestaltete Kotflügel für größere Räder. Das neue Chassis und die Frontpartie brachten ein niedrigeres und breiteres Aussehen als in den früheren Jahren. Die Doppelscheinwerfer wurden von im Kühlergrill integrierten, einzelnen Leuchten ersetzt. Der Rahmen und das Fahrwerk wurden ebenfalls neu gestaltet, um mehr Steifigkeit zu bieten. Diese Generation der B-Serie war die letzte mit der Frontpartie der Ford F-Serie.

#### Motoren
- Ford I-6 II 262 cu in 4,3 Liter R6 Ottomotor (1961–1964)
- Ford Y- 4,8 Liter V8 Ottomotor mit 170 PS (125 kW) (1961–1963)
- Ford FT 5,4 Liter V8 Benzinmotor mit  240 PS (179 kW) (1964–1966)
- Ford FT 361 cu in 5,9 Liter V8 Benzinmotor (1964–1966)
- Ford FT 6,4 Liter V8 Benzinmotor mit 265 PS (197 kW) (1964–1966)
- Ford Ford I-6 II 3,9 Liter R6 Benzinmotor mit 150 PS (112 kW) (1965–1966)
- Ford Ford I-6 II 4,9 Liter R6 Benzinmotor mit 170 PS (127 kW) (1965–1966)

### 1967–1979

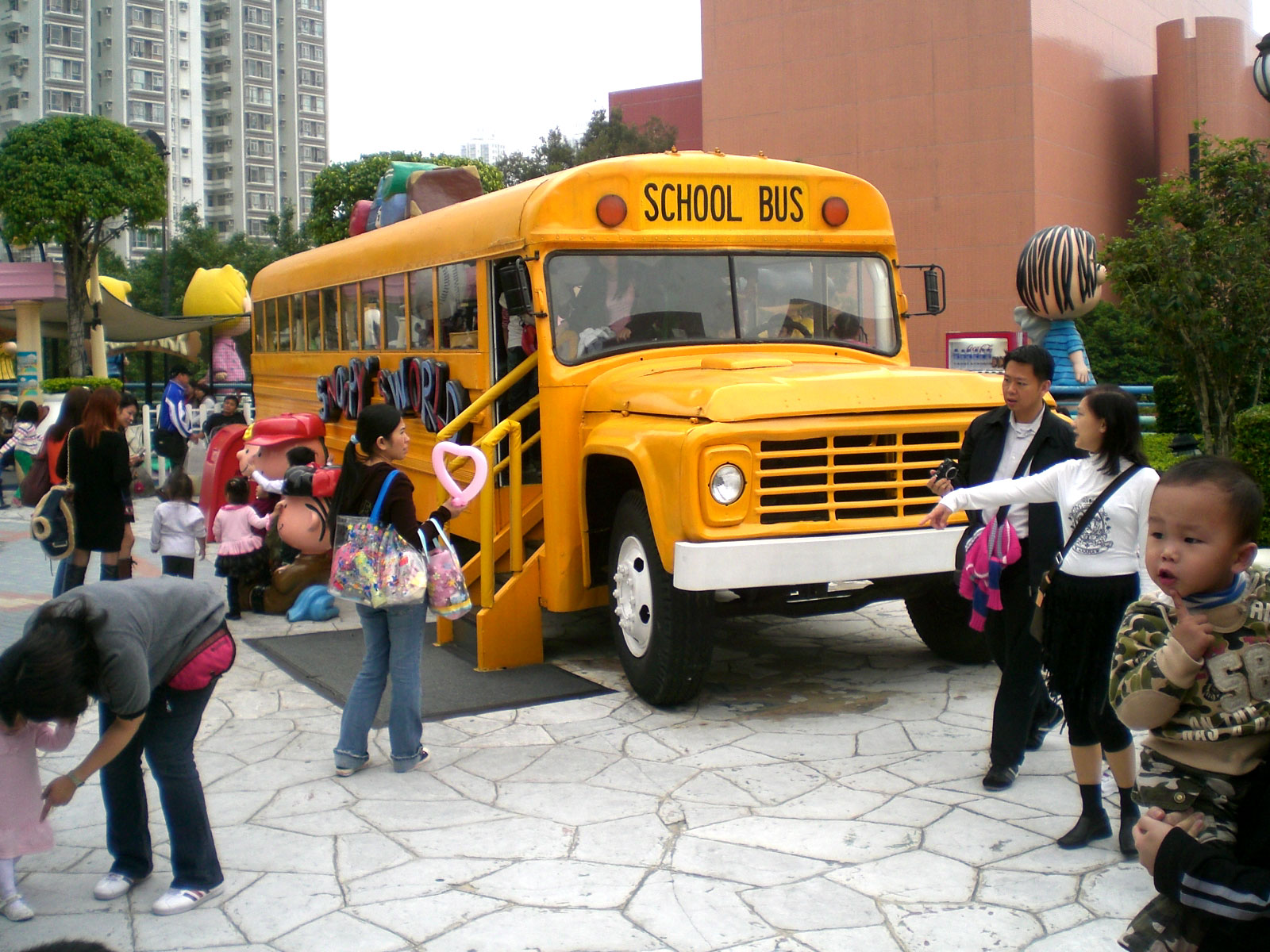
Frühe 1970er Ford B-Serie in Hongkong

Die 1967 komplett neu gestaltete B-Serie war nun höher und erneut breiter geworden. Der neue Kühlergrill war rechteckig und die Scheinwerfer an den Enden des Grills platziert. Die Kotflügel waren noch mehr als vorher ausgestellt für eine breitere Spur und größere Räder und Reifen. Erstmals war auch optional ein Dieselmotor erhältlich, mit einer zusätzlichen „0“ in der Modellbezeichnung. 1968 wurde die Mercury Version MB-Serie im kanadischen Markt eingestellt und auch dort das Modell als Ford B-Serie vermarktet. Ab 1973 gab es wiederum einen veränderten Kühlergrill im Bereich der montierten Scheinwerfer und FORD in großen Blockbuchstaben wurde auf der Motorhaube direkt über dem Kühlergrill angebracht.

#### Motoren
Benzinmotoren:
- Ford FT 5,4 Liter V8 Benzinmotor mit  240 PS (179 kW) (1967–1977)
- Ford FT 361 cu in 5,9 Liter V8 Benzinmotor (1967–1977)
- Ford FT 6,4 Liter V8 Benzinmotor mit 265 PS (197 kW) (1967–1977)
- Ford 385 370 cu in 6,1 Liter V8 Benzinmotor (1978–1979)

Dieselmotoren:
- Caterpillar „1140“ V8 (1968–1974) nur B-6000
- Caterpillar „1145“ V8 (1968–1974) B-6000 und B-7000
- Caterpillar „3208“ V8 (1975–1978) nur B-7000

### 1980–1994

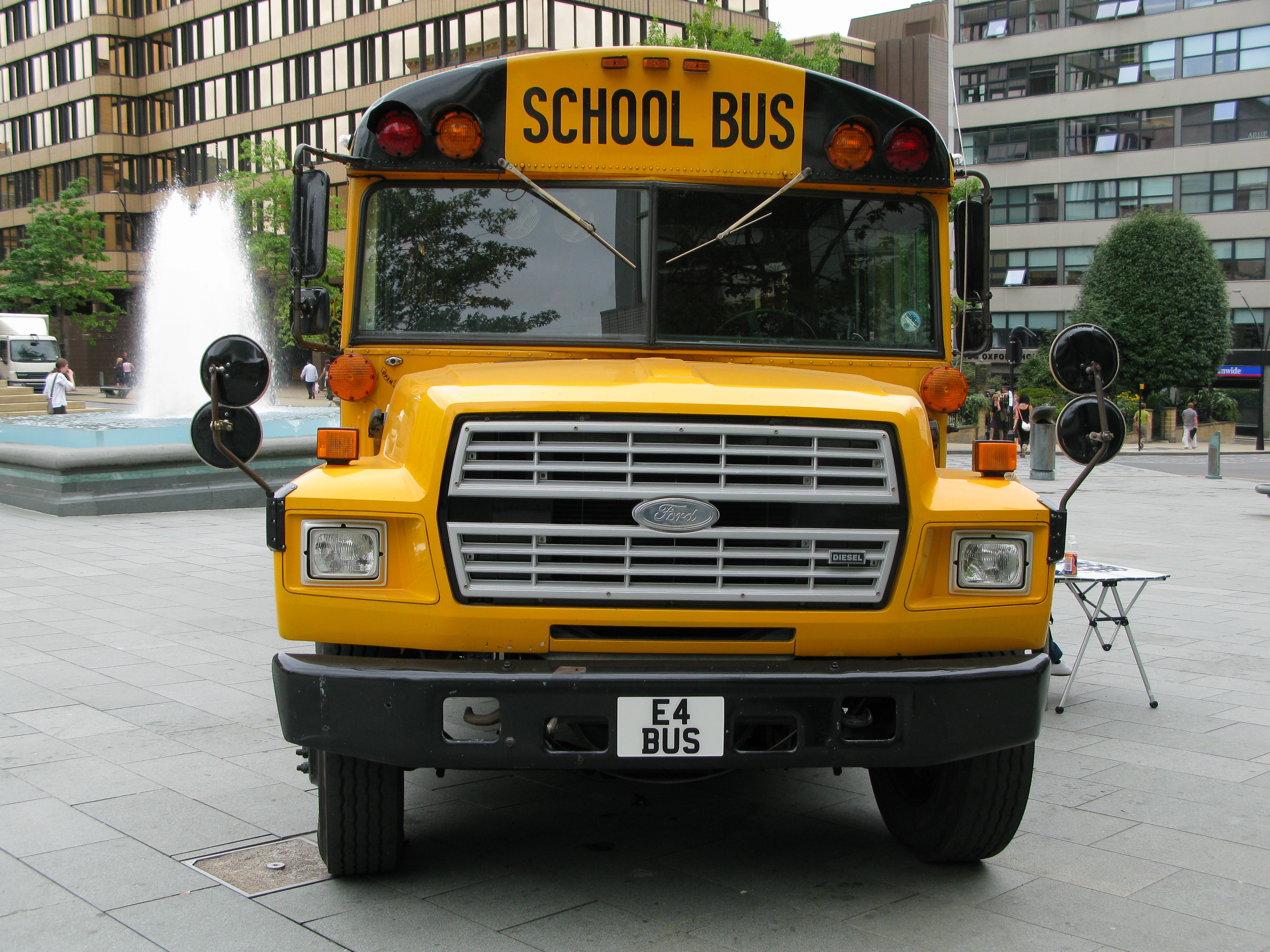
1980–1994 B-Serie Diesel in Großbritannien

1980 überarbeitete Ford die mittelschweren F-Serie-Lkws und die B-Serie, um sie mehr wie ihre schwereren Geschwister aussehen zu lassen. Darum flossen nun Stilelemente der Ford L-Serie ein. Somit näherten sich die F-Serie und die B-Serie äußerlich wieder etwas an. Während jedoch die F-Serie ein überarbeitetes Interieur erhielt, blieb die B-Serie beim Armaturenbrett der vorherigen Generation. Diese Version der B-Serie gab es mit zwei verschiedenen Fahrerhaus Designs, einer hinten und einer vorne angeschlagenen Motorhaube.
Zusätzlich zum neuen Design gab es eine neue Reihe von Benzin- und Dieselmotoren. 1985 ersetzte den in die Mitte des Kühlergrills gewanderten Schriftzug FORD eine größere Version des blau-ovalen Ford-Logo.

#### Motoren
Benzinmotoren:
- Ford 385 370 cu in 6,1 Liter V8 Benzinmotor (1980–1991)
- Ford 385 429 cu in 6,1 Liter V8 Benzinmotor (1982–1994)

Dieselmotoren
- 8,2 Liter Detroit Diesel „Fuel Pincher“ V8 (1980–1990)
- 6,6 Liter und 7,8 Liter Ford-New Holland V6 (1985–1991)
- 5,9 Liter Cummins Engine ISB V6 (1992–1994)
- 10,4 Liter Caterpillar „3208“ V8 (1983–1990)

### 1994–1998

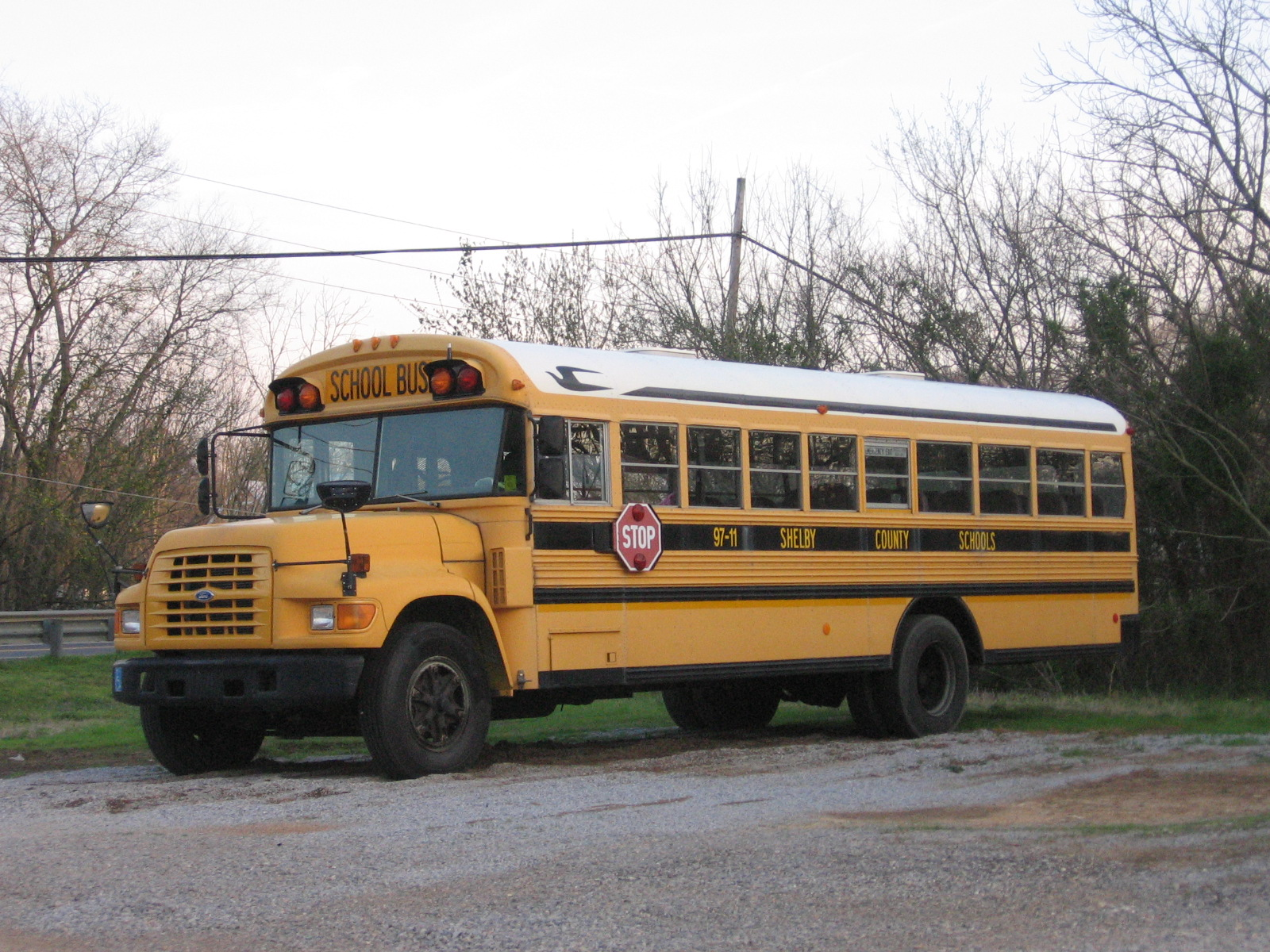
1997 Ford B-Serie in Alabama, USA

1994 aktualisierte Ford die B-Serie mit neuer aerodynamisch optimierten Fahrerkabine. Im Inneren wurde das Armaturenbrett und die Lenksäule beibehalten, jedoch gab es nun optional ein höhenverstellbares Lenkrad.
Als Antrieb sorgten nun nur noch ausschließlich Dieselmotoren.

#### Motoren
Dieselmotoren
- 7,2 Liter Caterpillar „3126“ V6 (1994–1998)
- 5,9 Liter Cummins ISB V6 (1994–1998)

## Produktionseinstellung
Bis Ende der 1990er Jahre war die Zahl der großen Schulbus Hersteller in Nordamerika von fünf auf drei geschrumpft und die übrigen Hersteller waren konfrontiert mit potenzieller Schließung. So wurde es auch für Ford immer schwieriger Käufer für das B-Serie Chassis zu finden. Ford überlegte daher die Einstellung des B-Serie Chassis oder den Kauf eines Aufbauherstellers um eine Nachfrage zu gewährleisten. Die Antwort kam überraschend 1998 durch den Verkauf der Ford L-Serie 1996 an Freightliner, weniger als ein Jahr nach dem diese komplett neu gestaltet worden war. Eine Bedingung beim Kauf durch Freightliner war, kein Verkauf durch Ford von direkten Wettbewerbsprodukten gegen Freightliner für zehn Jahre nach Vertragsunterzeichnung. Als Ergebnis wurde die Produktion der B-Serie nach über 50 Jahren eingestellt.

## Aufbauhersteller
Die B-Serie war weit verbreitet und wurde von vielen Herstellern während der Produktionszeit verwendet.
- Am Tran
- Blue Bird Corporation
- Carpenter
- Corbeil Bus Corporation (Nur in Kanada)
- Superior Coach Company
- Thomas Built Buses
- Ward Body Works
- Wayne Company